# Comercio de la Antigua Roma con India

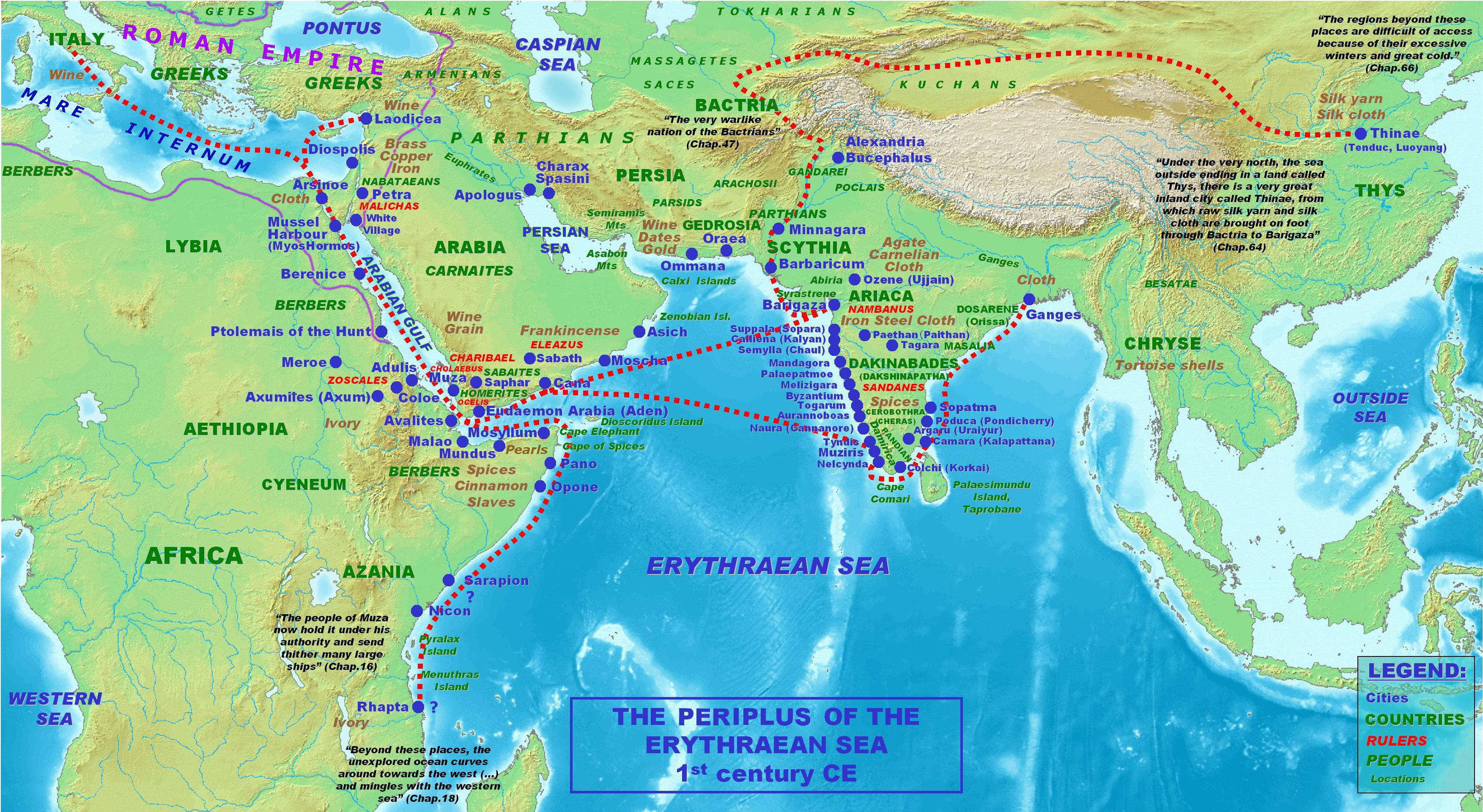
Rutas de comercio de Roma con la India según el Periplo por la Mar Eritrea.

El comercio de la Antigua Roma con la India (véase también Comercio de especias y Ruta del incienso) se refiere a las relaciones comerciales entre el subcontinente indio y el Imperio romano en Europa y el mar Mediterráneo. El comercio a través de rutas de caravanas por tierra a través de Asia Menor y Oriente Próximo, aunque a un ritmo relativamente menor en comparación con épocas posteriores, precedió a la ruta comercial meridional a través del Mar Rojo, que se inició hacia principios de la Era común (EC) tras el reinado de Augusto y su conquista de Egipto en el año 30 EC.
El conocimiento de los vientos monzónicos, que permitía una travesía más segura que el largo y peligroso viaje a lo largo de la costa, ayudó a mejorar el comercio entre la India y Roma.La ruta meridional contribuyó tanto a mejorar el comercio entre el antiguo Imperio Romano y el subcontinente indio que políticos e historiadores romanos se quejaron de pérdidas en plata y oro para comprar seda con la que mimar a las esposas romanas.  Comerciantes romanos y griegos frecuentaron el antiguo país tamil, actual sur de la India y Sri Lanka, asegurando el comercio con los estados tamiles marítimos de las dinastías pandiana, chola y chera y estableciendo asentamientos comerciales que aseguraron el comercio con el subcontinente indio. El trayecto comercial romano se detenía en el sur de la India, donde se establecieron poblados mercantiles que siguieron en pie mucho tiempo después de la caída del Imperio romano de Occidente y su pérdida de los puertos en el mar Rojo, que se habían utilizado para asegurar el comercio con la India y el mundo grecorromano desde épocas de la dinastía ptolemaica.

## Contexto

Las dinastías seléucida y ptolemaica controlaron la red comercial hacia la India antes de que los romanos se establecieran en Egipto.
Reino de Ptolomeo
Reino de Seleuco

La dinastía seléucida controló una red desarrollada de comercio con la India que ya había existido bajo la esfera de influencia de la dinastía aqueménida persa. La dinastía ptolemáica griega, que controlaba el oeste y norte de otras rutas de comercio con el sur de Arabia y la India, había comenzado a aprovechar las oportunidades comerciales que ofrecía la India antes de que los romanos intervinieran; sin embargo, según el historiador Estrabón el volumen del comercio entre la India y Grecia no podía ser comparado con el comercio posterior con Roma.
El Periplo del mar Eritreo menciona un tiempo en que el comercio marítimo entre la India y Egipto no se realizaba en forma directa.En tales situaciones, la carga era enviada a Adén:

Eudaimon Arabia fue llamada afortunada, siendo en un tiempo una ciudad, cuando, porque no pasaban barcos de la India a Egipto ni los de Egipto se atrevían a ir más lejos de este lugar, recibía las cargas de ambos, tal como Alejandría recibe los objetos traídos desde el extranjero y de Egipto.

La dinastía ptolemaica había conducido su comercio con la India utilizando los puertos del mar Rojo. Establecidos en Egipto, los romanos los tomaron a su cargo y desarrollaron aún más el comercio preexistente con el empleo de esos mismos puertos.

## Asentamiento

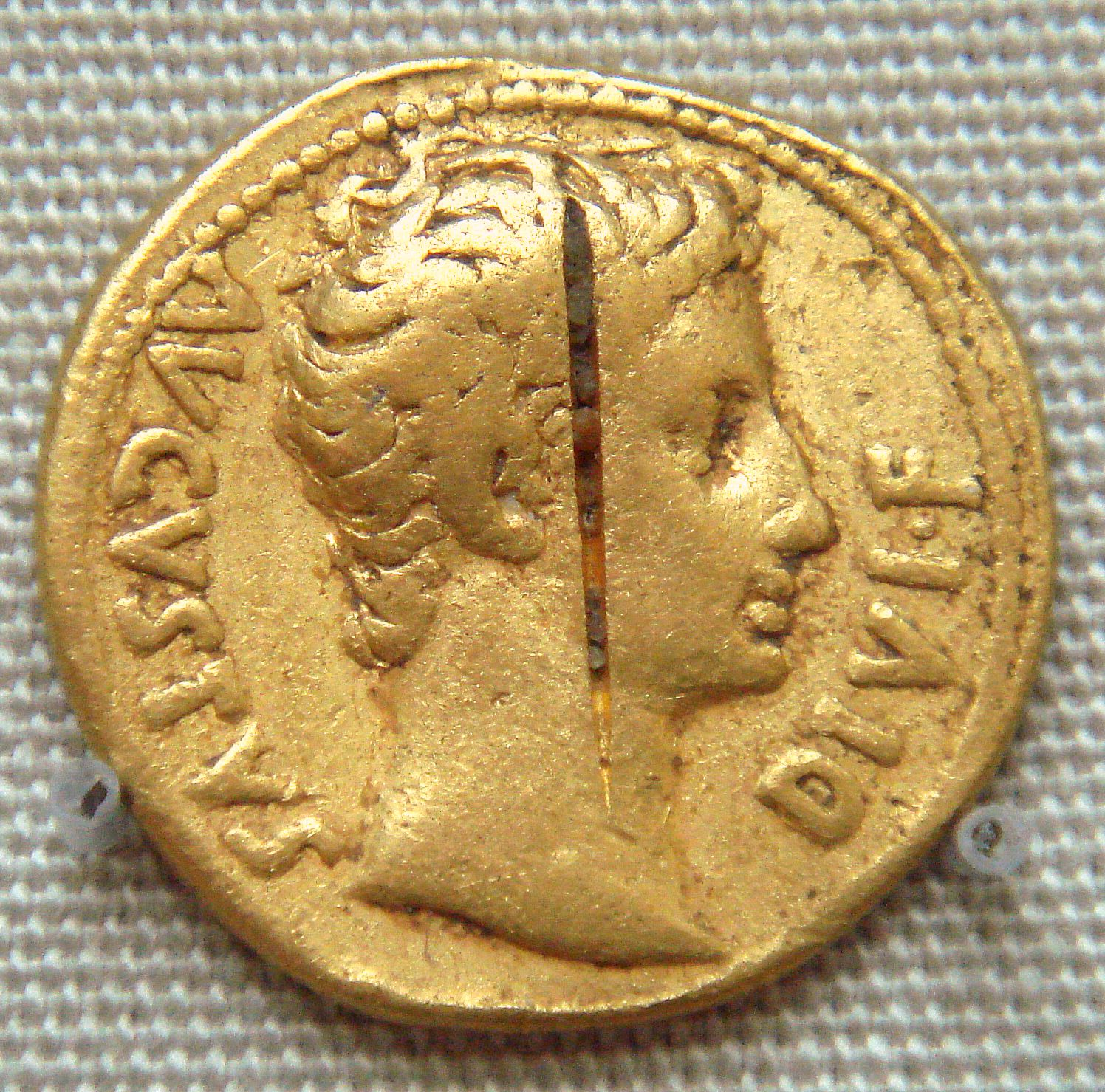
Moneda del emperador romano Augusto encontrada en el depósito de Pudukottai. Museo Británico.

El reemplazo de Grecia con el Imperio romano como administrador del Mediterráneo llevó al fortalecimiento del comercio marítimo directo con el mundo asiático y a la eliminación de los impuestos recaudados anteriormente por los intermediarios de los distintos territorios que atravesaban las mercaderías. Estrabón menciona el enorme crecimiento del comercio tras la anexión romana de Egipto, lo que indica que ya se conocía el viento monzón y que era manipulado para la navegación comercial.
El comercio de mercancías había comenzado con Eudoxo de Cícico en 130 a. C. y siguió aumentando progresivamente. Además, según Estrabón (II.5.12):

En todo caso, cuando Galo era prefecto de Egipto, lo acompañé y subí por el Nilo hasta Siena y la frontera de Etiopía, y supe que ciento veinte barcos navegaban desde Myos Hormos a la India, mientras que anteriormente, bajo los ptolomeos, sólo unos pocos se aventuraban a semejante viaje y a comerciar las mercancías indias.

Para la época de Augusto, cada año navegaban hasta 120 barcos desde Myos Hormos a la India. Este comercio requería tanto oro, que aparentemente era reciclado por los kushán para la acuñación de monedas propias, que Plinio (NH VI.101) se quejaba del vaciado de especias para la India:

India, China y la península arábiga quitan cien millones de sestercios anuales a nuestro Imperio según una estimación moderada: eso es lo que nos cuestan nuestros lujos y mujeres. ¿Porque qué porcentaje de estas importaciones se dedica a sacrificios a los dioses o a los espíritus de los muertos?
Plinio, Naturalis Historia 12.41.84

## Puertos

### Los puertos romanos
Los tres puertos romanos principales que participaban en el comercio con Asia eran Arsínoe, Berenice y Myos Hormos. Arsínoe era uno de los primeros centros comerciales, pero al poco tiempo fue eclipsado por los más accesibles Myos Hormos y Berenice.
Arsínoe

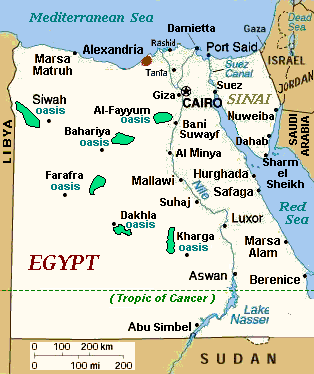
Ubicación de los puertos egipcios del mar Rojo, incluyendo Alejandría y Berenice.

La dinastía ptolomaica aprovechó la posición estratégica de Alejandría para afirmar su comercio con la India. Aparentemente, la ruta de comercio con Asia pasaba en primer lugar por el puerto de Arsínoe, la actual Suez. Las mercancías del África Oriental desembarcaban en uno de los tres puertos romanos principales, Arsínoe, Berenice o Myos Hormos. Los romanos limpiaron el canal desde el Nilo hasta el centro portuario de Arsínoe en el mar Rojo, puesto que este estaba obstruido por el cieno. Esta fue una de las muchas tareas que debió acometer la administración romana para desviar las rutas marítimas de comercio tanto como era posible.
Con el tiempo, Arsínoe quedó eclipsada por la prominente Myos Hormos. Debido a los vientos provenientes del norte del golfo de Suez, la navegación rumbo a los puertos de la zona, tales como Arsínoe-Clysma, se volvió más difícil en comparación con Myos Hormos. Aventurarse en aquellos puertos presentaba también otras dificultades, como barras, arrecifes y corrientes marinas traicioneras.
Myos Hormos y Berenice
Myos Hormos y Berenice parecen haber sido importantes centros de comercio de la antigüedad, posiblemente utilizados ya por los mercaderes de los faraones del Antiguo Egipto en ruta al País de Punt (costa etíope) y luego por la dinastía ptolemaica hacia la India antes de caer bajo el control de Roma.
El sitio de Berenice, desde su descubrimiento por Giovanni Belzoni en 1818, es comparable con las ruinas cerca de Ras Banas en el sur de Egipto. No obstante, la ubicación precisa de Myos Hormos es discutida debido a las diferencias entre la latitud y longitud provistas por Ptolomeo en su Geografía (que concuerdan con la de Abu Sha'ar) y los relatos provenientes de la literatura clásica y las imágenes satelitales que indican su identificación probable con Quesir el-Quadim, al extremo de un camino fortificado desde Coptos, en el Nilo. El sitio de Quesir el-Quadim ha sido asociado principalmente con Myos Hormos luego de que las excavaciones efectuadas en el-Zerqa, a medio camino, revelaran ostracones que concluyeron que el puerto al final del camino pudo haber sido Myos Hormos.

### Los puertos indios

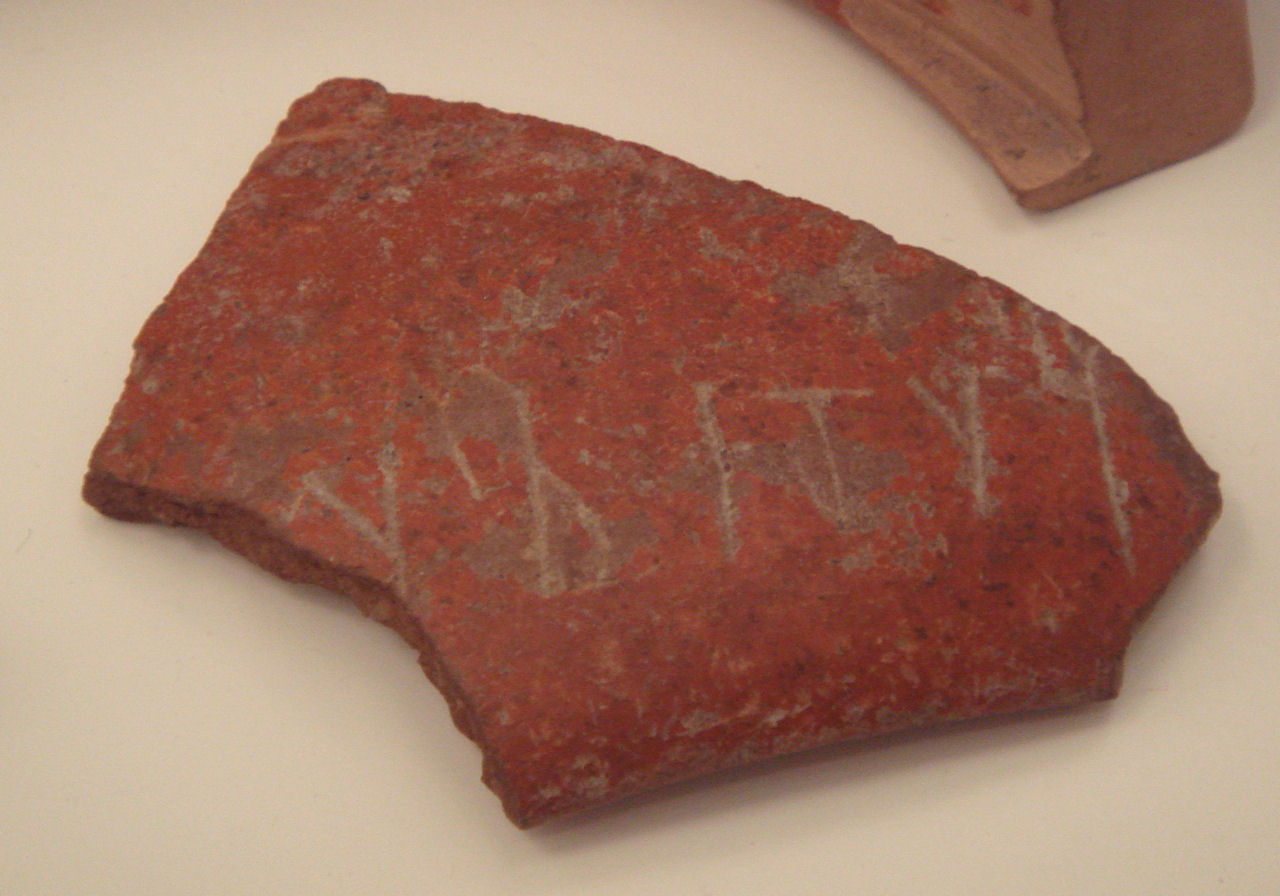
Pieza de alfarería romana de Arezzo, Latium, hallada en Virampatnam, Arikamedu. Museo Guimet.

En la India, los puertos de Barbaricum (la actual Karachi), Barygaza, Muziris y Arikamedu, situados en el extremo sur de la India, eran los principales centros de comercio. El Periplo por la mar Eritrea describe a los mercaderes grecorromanos vendiendo en Barbaricum «finos atuendos, artículos de lino decorados con figuras, topacio, corales, estoraque, olíbano, vasijas de vidrio, láminas de oro y plata, y un poco de vino» a cambio de «costus, bedelio, lycium,nardo, turquesa, lapislázuli, vestimentas de algodón, hilos de seda, y colorante índigo». En Barygaza, también compraban trigo, arroz, aceite de sésamo, algodón y paños.
Barigaza
El comercio con Barigaza prosperó, especialmente bajo el control del sátrapa occidental indoescita Nahapana ("Nambanus"):

A esta ciudad mercantil [ Barigaza ] se importan vino, de preferencia italiano, también laodiceo y árabe; cobre, estaño y hierro; coral y topacio; atuendos de todas clases, finos y de inferior calidad; cintos de colores brillantes de un codo de ancho; estoraque, trébol de olor, cristal de roca, rejalgar, antimonio, monedas de oro y plata, por las que se obtienen ganancias al ser cambiadas por el dinero local; y ungüentos, pero no demasiado caros ni en grandes cantidades. Y para el Rey se traen a estos lugares caras vasijas de plata, jóvenes cantores, hermosas doncellas para el harén, vinos finos, bellos atuendos confeccionados con los hilos más finos, los mejores ungüentos. De allí se exportan nardo, costus, bedelio, marfil, ágata y cornalina, lycium, telas de algodón de todo tipo, telas de seda, hilos, pimienta, y otros artículos semejantes que son traídos aquí desde los mercados de varias ciudades. Aquellos destinados para este mercado egipcio, realizan su viaje favorablemente cerca del mes de julio, es decir Epifi.
Periplo por la mar Eritrea, párrafo 49.

Muziris

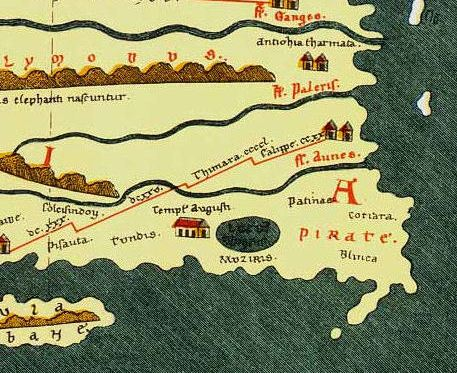
Muziris, tal como puede observarse en la Tabula Peutingeriana.

Muziris es una ciudad portuaria desaparecida que estuvo ubicada en el sur de la India, en el estado de Kerala, y que fue un importante centro de comercio con el Imperio romano. Se han encontrado grandes depósitos de monedas e innumerables fragmentos de ánforas en el pueblo de Pattanam, lo que despertó el reciente interés arqueológico por hallar una ubicación probable de esta ciudad portuaria.
Según el Periplo, muchos marinos griegos llevaban a cabo un comercio intenso con Muziris:

Muziris y Nelcynda, que ahora son de fundamental importancia (...) Muziris, del mismo reino, es abundante en cuanto a barcos que son enviados allí con cargas desde Arabia y por los griegos; está situada en un río, distante de Tyndis quinientos estadios por río y mar, y veinte estadios subiendo por el río desde la costa.
Periplo por la mar Eritrea, 53-54

Arikamedu
El Periplo por la mar Eritrea hace mención a un mercado llamado Poduke (capítulo 60), que George Wynn Brereton Huntingford consideró que posiblemente se tratase de Arikamedu (actualmente parte de Ariyankuppam), a una distancia aproximada de 3 kilómetros de la actual Pondicherry. Huntingford también señala que en 1937 se hallaron muestras de alfarería romana en Arikamedu, y que las excavaciones arqueológicas efectuadas entre 1944 y 1949 demostraron que se trataba de «un lugar de comercio al que se importaron artículos de manufactura romana durante la primera mitad del siglo I de la era cristiana».

## Intercambios culturales

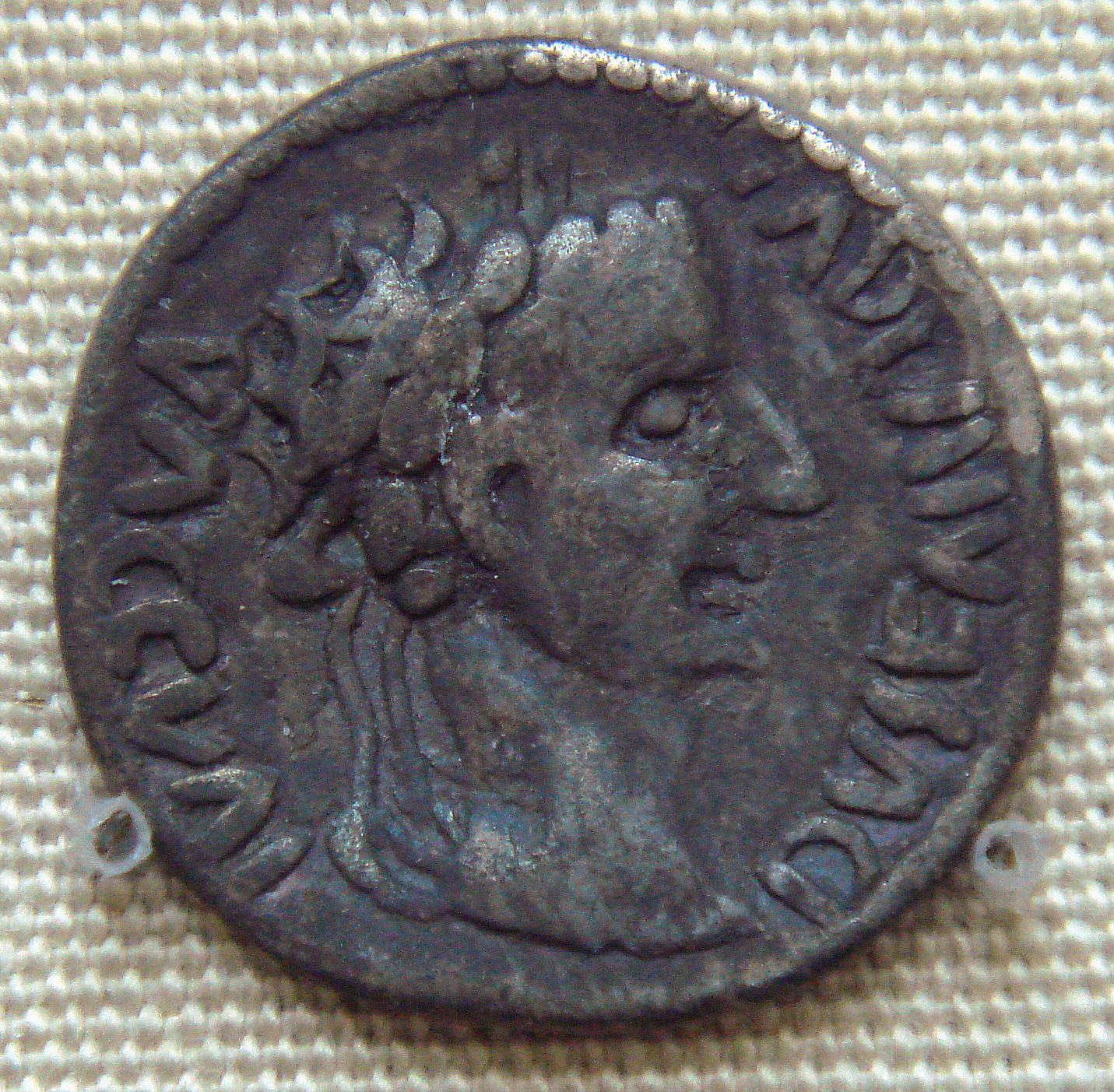
Imitación india de una moneda de Augusto del (en el Museo Británico).

El comercio entre Roma y la India también produjo varios intercambios culturales que tuvieron un efecto duradero tanto en ambas civilizaciones como en otras que estaban involucradas en el comercio. El reino etíope de Aksum, parte de la red de comercio en el Océano Índico, se vio influenciado por la cultura romana y la arquitectura india. En los trabajos romanos en plata y marfil, pueden apreciarse rastros de influencia de los indios, al igual que en las telas de algodón y seda egipcias que se vendían en Europa. La presencia india en Alejandría podría haber efectuado cierta influencia sobre la cultura, pero es poco lo que se sabe al respecto. Clemente de Alejandría menciona a Buda en sus escritos, así como también pueden hallarse menciones a otras religiones de la India en otros textos de la época.
Hubo colonos cristianos y judíos de Roma que siguieron viviendo en la India mucho tiempo después de la decadencia del comercio bilateral. Se han encontrado grandes cúmulos de monedas romanas a lo largo de la India, y especialmente en los mayores centros de comercio marítimo del sur. Los reyes del sur de la India volvían a acuñar las monedas romanas con sus propios nombres, luego de quitarles las efigies, como señal de su soberanía. Existen menciones a los comerciantes dentro de la literatura sangam de la India que se halla escrita en tamil. En una de estas menciones puede leerse: «Los bellos barcos de los yavanas llegaron con oro y regresaron con pimienta, y Muziris se hizo eco de la celebración».

## Decadencia

Egipto bajo el gobierno de los rāshidūn., visto sobre la demarcación de los estados modernos.
Profeta Mahoma, 622-632
Califato patriarcal, 632-661
califato omeya, 661-750

El comercio declinó debido a la crisis del siglo III en Roma pero luego volvió a recuperarse en el IV hasta el siglo VII, cuando tras las Guerras romano-sasánidas, las zonas bajo dominio del Imperio romano de Oriente fueron capturadas por Cosroes I, emperador sasánida del imperio persa. Los árabes, liderados por Amr ibn al-As, entraron a Egipto a fines de 639 o comienzos de 640. Este avance señaló el comienzo de la conquista musulmana de Egipto, así como la caída definitiva de puertos como el de Alejandría, utilizados para el comercio con India por parte del mundo grecorromano desde tiempos de la dinastía ptolemaica.
La decadencia en el comercio con Europa provocó que la India mirase hacia el Sudeste Asiático en busca de mercados internacionales, donde influyó sobre la cultura local en un grado mucho mayor que las impresiones superficiales en Roma sobre el hinduismo y budismo.
Los turcos otomanos conquistaron Constantinopla en el siglo XV, marcando el comienzo del control turco sobre la mayoría de las rutas de comercio entre Europa y Asia. Esto conduciría a la búsqueda europea de rutas alternativas marítimas por el oeste alrededor de África que desembocaría en el descubrimiento de América, y el consecuente surgimiento del mercantilismo y colonialismo europeos.

## Otras obras de consulta
- Casson, Lionel: The Periplus Maris Erythraei: Text With Introduction, Translation, and Commentary. Princeton University Press, 1989. ISBN 0-691-04060-5.
- Chami, F. A.: The Early Iron Age on Mafia island and its relationship with the mainland. - Azania (vol. 34). 1999.
- Miller, J. Innes: The Spice Trade of The Roman Empire: 29 B.C. to A.D. 641 [1969]. Oxford University Press. Edición especial para Sandpiper Books, 1998. ISBN 0-19-814264-1.